# Edyta Geppert
Pour les articles homonymes, voir Geppert.
Edyta Geppert (née le 27 novembre 1953 à Nowa Ruda) est une chanteuse polonaise.

## Discographie
- 1986 - Edyta Geppert Recital - Live
- 1986 - Och, życie kocham cię nad życie
- 1991 - Historie prawdziwe
- 1992 - Follow The Call
- 1994 - Śpiewajmy - avec la compagnie "Pomaton"
- 1997 - Pytania do księżyca
- 1998 - Pamiętnik, czyli kocham cię życie
- 1999 - Debiut...
- 2002 - Wierzę piosence
- 2006 - Moje królestwo - avec Krzysztof Herdzin - disque d'or
- 2006 - Śpiewam życie - avec Kroke
- 2008 - EDYTA GEPPERT Nic nie muszę - 25e anniversaire
- 2011 - Święta z bajki

## Récompenses et distinctions
- Prix Wiktory en 1987 et 1988.
- Premier prix du 5e concours Przegląd Piosenki Aktorskiej à Wrocław, en 1984.
- Prix Karol Musioł au 21e Festival national de la chanson polonaise à Opole, en 1984.
- Croix de Chevalier dans l'Ordre Polonia Restituta
- Médaille d'argent du Mérite culturel polonais Gloria Artis